# Dolmen von Courteuge
Der Dolmen von Courteuge liegt in dem kleinen Dorf Courteuge südlich der Straße von Blesle nach Anzat-Le-Luguet in Leyvaux bei Massiac im Norden des Département Cantal in der Nähe der Grenze zu den Départements Haute-Loire und Puy-de-Dôme in Frankreich. Dolmen ist in Frankreich der Oberbegriff für neolithische Megalithanlagen aller Art (siehe: französische Nomenklatur).
Der nahe bei einem Haus gelegene Dolmen besteht aus der auf drei Tragsteinen schräg aufliegenden großen Deckenplatte.